# Kavusi
Kavusi (en griego, Καβούσι) es un pueblo de Grecia ubicado en la isla de Creta. Pertenece a la unidad periférica de Lasithi y al municipio y a la unidad municipal de Yerápetra. En el año 2011 contaba con una población de 559 habitantes.

## Yacimientos arqueológicos de la zona
En el territorio de Kavusi se han encontrado restos arqueológicos cuyas primeras excavaciones fueron dirigidas por Harriet Boyd en 1900 y 1901. Tras otros hallazgos y exploraciones realizadas en años posteriores, se llevó a cabo entre 1974 y 1978 un extenso programa de excavaciones dirigido por Geraldine Gesell y Leslie Day que incluía el territorio de Kavusi. Este estudio llegó a identificar 33 sitios arqueológicos en el área de Kavusi con restos que abarcaban desde el periodo neolítico hasta la época romana, lo que provocó la elaboración del llamado «Proyecto Kavusi» a partir de 1979.
Del periodo minoico antiguo se han identificado en el área de Kavusi un total de nueve sitios, de los cuales dos (uno en el pueblo de Kavusi y otro en el sitio de Agios Antonios-Alykomuri) fueron asentamientos que han dado también restos del periodo neolítico.
Crecen significativamente el número de sitios donde se han identificado restos del periodo minoico medio, hasta llegar a un total de 53 en el minoico medio II, agrupados en torno a manantiales o tierras cultivables; la mayoría probablemente corresponden a casas individuales o aldeas de pequeño tamaño. Algunos de estos lugares fueron abandonados en el periodo minoico tardío I, periodo en el que surgieron en la zona algunas grandes casas rurales, aunque sin la arquitectura característica de los palacios. Dos hallazgos de figurillas que pertenecen a un periodo en torno al minoico medio III y minoico tardío I podrían indicar la presencia de actividades de culto. De este periodo es destacable el tamaño del asentamiento de la bahía de Tholos que parece haber funcionado como un puerto.
En cambio, en los periodos minoico tardío II y III se observa una clara disminución de población en la zona, ya que los escasos hallazgos de este periodo parecen indicar un abandono casi total del territorio de Kavusi.
Sin embargo, en la Edad Oscura aumenta significativamente el número de asentamientos en la zona, pero se localizan en torno a valles situados entre tierras altas y fuentes de montañas en Avgo, Vronda y la garganta de Kha. Este cambio en las ubicaciones de los asentamientos, de un marcado carácter defensivo y aislado, se relaciona con la inestabilidad general en toda la zona del Egeo ocurrida tras el colapso de la civilización micénica. La población creció hasta aproximadamente el 750 a. C.; se redujo en el periodo orientalizante en lugares como Kavusi Kastro y, tras un acentuamiento de la despoblación, toda el área de Kavusi quedó abandonada en el periodo clásico. Posteriormente, los restos más significativos de presencia humana en el periodo romano aparecen en la bahía de Tholos y en el pueblo de Kavusi.

### Kavusi Vronda

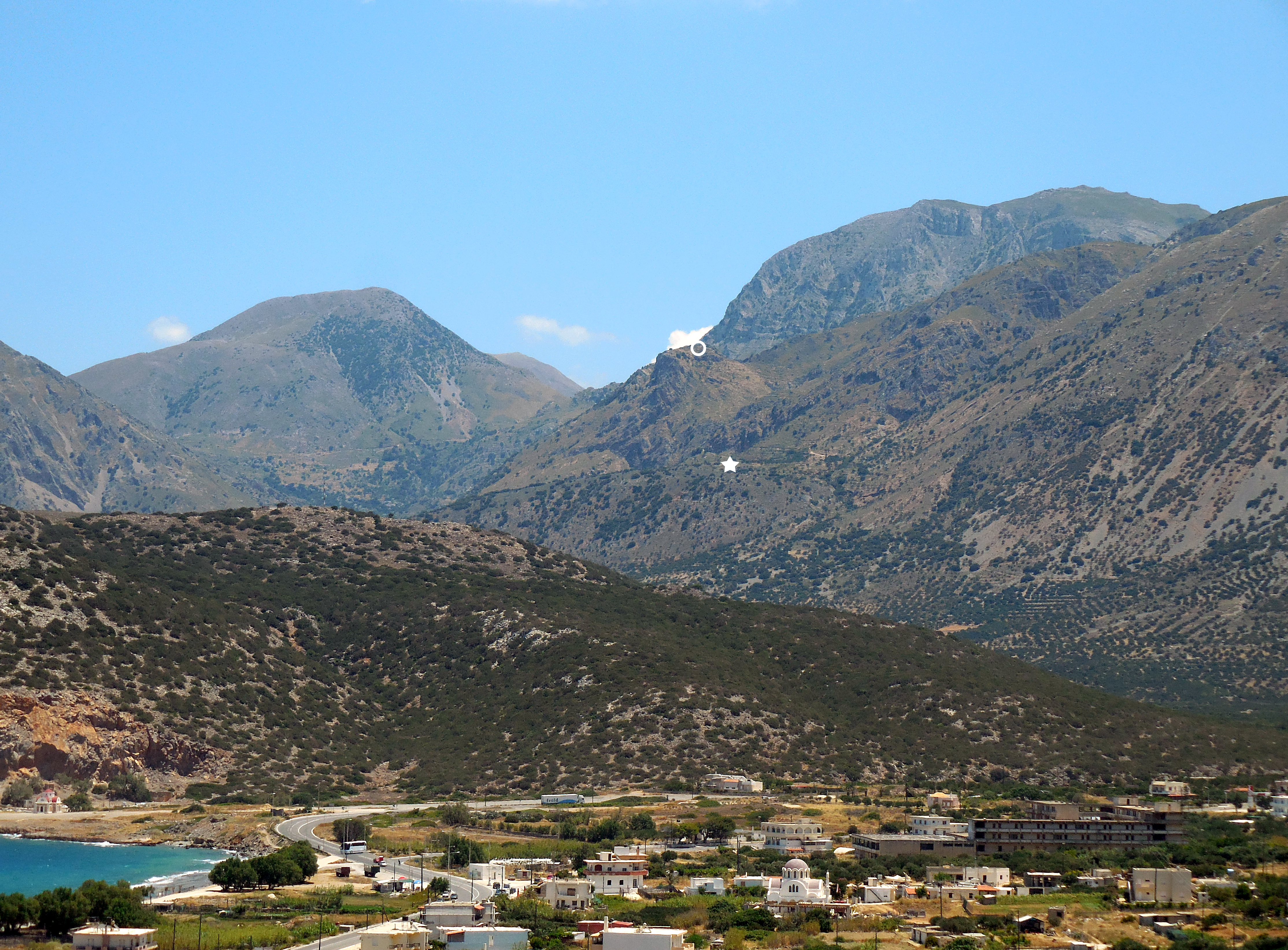
Ubicación de los yacimientos de Kavusi Kastro (marcado con un círculo) y Kavusi Vronda (marcado con una estrella).

Uno de los asentamientos minoicos se encontraba en la colina Vronda, a 427 m de altitud y a unos 5 km de la costa. Su periodo de ocupación principal fue el minoico tardío IIIC (c. 1170-1050 a. C.). Entre los edificios del asentamiento, se destaca el que está en la parte superior (Edificio A-B), construido a dos lados de un patio abierto. Por su tamaño y complejidad, podría haber pertenecido a una familia importante o quizá pudo tener una función pública. La evidencia sugiere que se usó como un lugar para festejos rituales y ceremonias de bebida. Otro edificio (denominado G), situado en el suroeste del asentamiento, se ha interpretado como un templo o santuario, en evidencia de hallazgos tales como varias kalathoi, vasos de las serpientes (recipientes con hileras de asas verticales que se asemejan a serpientes) o numerosas figuras de terracota de diosas con las manos levantadas (en griego: θεά μεθ 'υψωμένων χειρών). El resto del asentamiento consistió en casas que varían en tamaño de dos a cinco habitaciones, y un horno para cerámica. Al final de este período (c. 1050 a. C.), el asentamiento fue abandonado. En los períodos subminoano-protogeométrico (finales de los siglos XI y X a. C.), y continuando hasta principios del período geométrico (siglo IX a. C.), Vronda se utilizó como cementerio para entierros de inhumación en al menos 11 tumbas tholos pequeñas, construidas en piedra y etiquetadas. . Ubicadas en los bordes norte y noroeste del asentamiento IIIC, estas tumbas tholos pueden haber sido construidas por los descendientes de los aldeanos originales, algunos de los cuales probablemente se habían mudado al asentamiento más alto en Kavusi Kastro. En los períodos de Geometría tardía-Orientalización temprana (siglos VIII a VII a. C.), se construyeron numerosos recintos (cistas) construidos en piedra para entierros de cremación dentro y alrededor de las casas y santuarios de minoico tardío IIIC, abandonados y colapsados durante mucho tiempo. Como un asentamiento ampliamente excavado de un solo período de ocupación, Kavusi Vronda proporciona información sobre las actividades domésticas, la arquitectura, la religión y la organización social de una comunidad al comienzo de la Edad Media griega (siglos XII a 11 a. C.). Sus cementerios posteriores, utilizados por los habitantes de Kavusi Kastro y / o la cercana Kavusi Azoria hasta mediados del siglo VII a. C., dan fe de las prácticas mortuorias regionales, los rituales y las preocupaciones ideológicas a lo largo de la Edad del Hierro temprana.

### Kavusi Kastro
También hubo un asentamiento en la colina Kastro, cerca de Vronda, a unos 713 m de altitud y 6 km de la costa. Kavusi Kastro estuvo habitada desde el período minoico tardío IIIC hasta el periodo orientalizante, aunque los restos principales pertenecen al período protogeométrico. En su mayor extensión, el asentamiento en el Kastro cubrió un área de al menos 0,84 hectáreas. Si bien la mayoría de los restos arquitectónicos conservados pertenecen a las fases de Geometría tardía-Orientalización temprana (siglos VIII a VII a. C.), existe una amplia evidencia de la construcción de muros, habitaciones y casas en los períodos minoico tardío IIIC y Protogeométrico tardío (12 al 10 siglos antes de Cristo), con renovaciones y adiciones a lo largo del tiempo. En particular, el asentamiento de Kastro parece haber crecido significativamente al final del período minoico tardío IIIC. Dado que este es precisamente el mismo momento en que se abandonó el asentamiento en Kavusi Vronda, es probable que al menos parte de la población de Vronda haya sido absorbida por la comunidad de Kastro. El Kastro puede haberse convertido en el sitio dominante en la región de Kavusi del siglo XI al VIII a. C. En el período geométrico tardío (segunda mitad del siglo VIII a. C.), la parte excavada del asentamiento incluía al menos 21 casas, una de las cuales (Edificio H) pudo haber sido una estructura de "estado especial" distinguida por su tamaño y altamente visible ubicación en la vertiente occidental. La extraña disposición de las calles de este asentamiento nos ha llevado a creer que el acceso al exterior de las casas podría haberse hecho desde el techo. Kavusi Kastro revela una larga secuencia de ocupación que proporciona información sobre las actividades domésticas, la arquitectura y la organización social de una comunidad a lo largo de toda la Edad del Hierro. Su asentamiento bien conservado de Geometría tardía-Orientalización temprana (siglos VIII a VII a. C.) mejora nuestra comprensión de la sociedad antigua en un período clave de la historia de Creta, inmediatamente antes de la transición a centros urbanos más grandes en el período Arcaico (siglo VI a. C.), como en la cercana Kavusi Azoria

### Kavusi Azoria

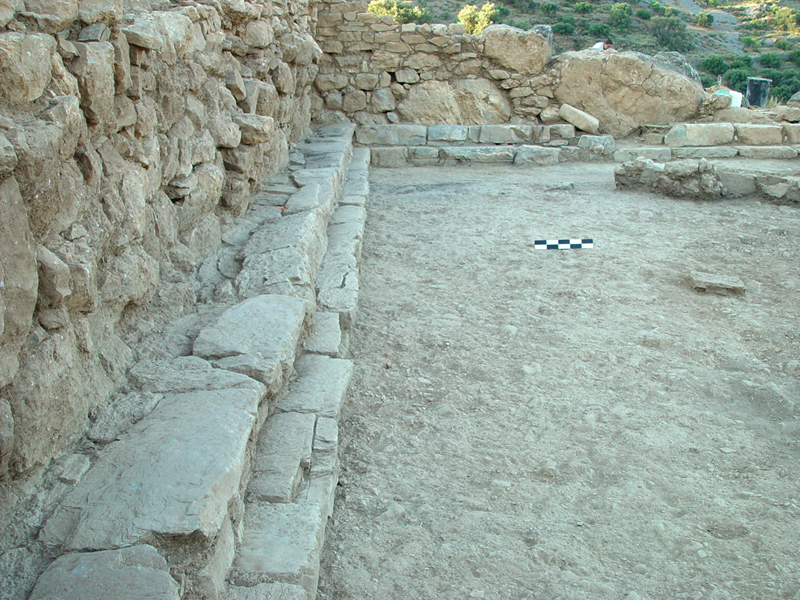
Restos del edificio cívico monumental del yacimiento de Azoria.

Azoria es uno de los yacimientos arqueológicos del área de Kavusi que fue habitado durante un periodo comprendido  aproximadamente entre 1200 y el siglo VI a. C. Nació como una pequeña villa en la Edad del Hierro y se transformó en una polis en el periodo arcaico. Tenía dos acrópolis, una en el norte y otra en el sur. En la acrópolis sur se ha excavado un gran edificio cívico alrededor del cual había casas y que contenía cocinas y espacios para elaborar vino. En ese gran edificio y en sus recintos aledaños se encontraron grandes jarrones para almacenar aceitunas y vino, así como otros recipientes de cerámica importada, adornos orientales, armas y armaduras de bronce y de hierro. En la ciudad había también una muralla de unos 365 metros.